# Тризна

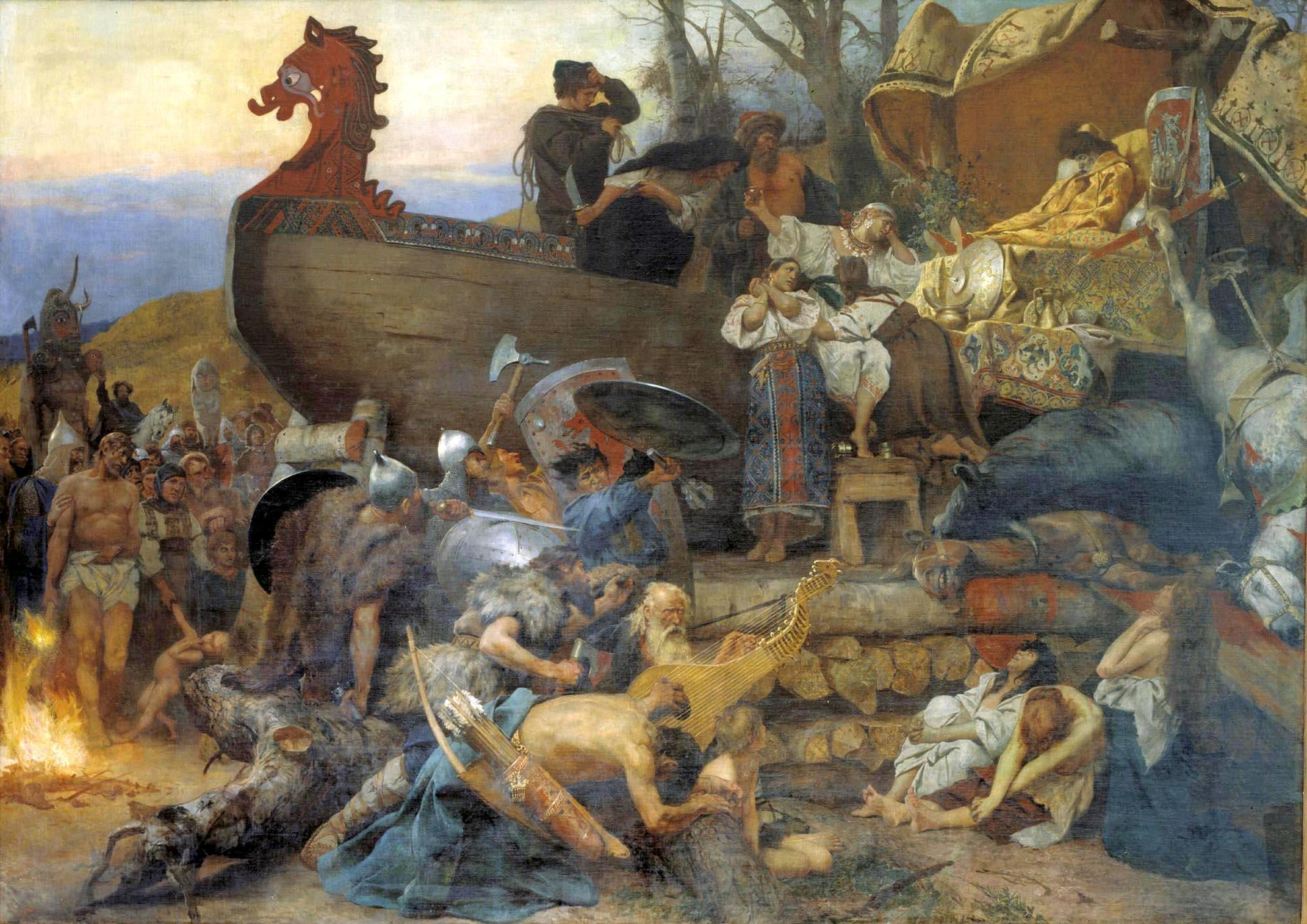
Генріх Семирадський. «Похорони вождя русів», 1883 рік

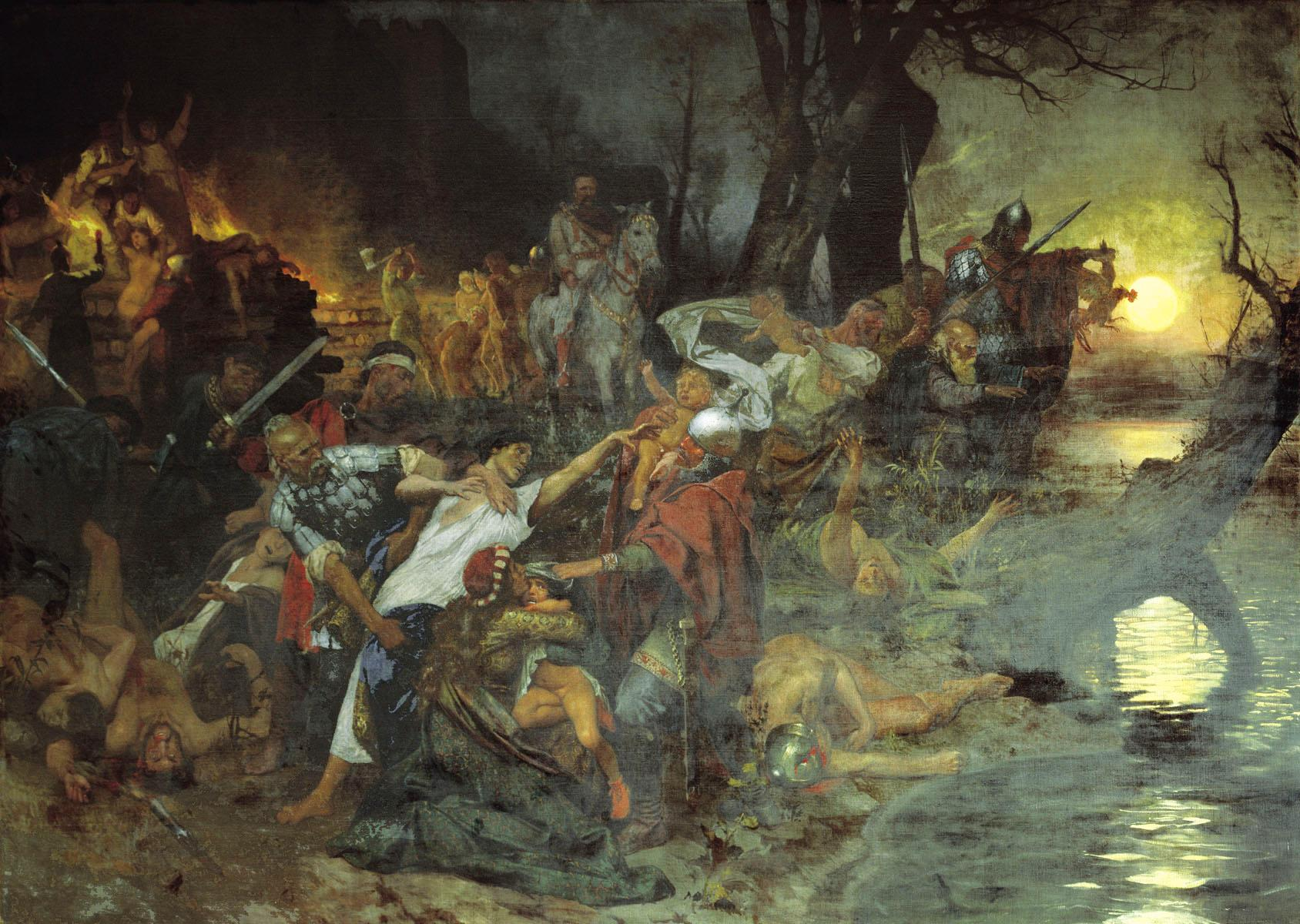
Генріх Семирадський. «Тризна воїнів Святослава», 1884 рік

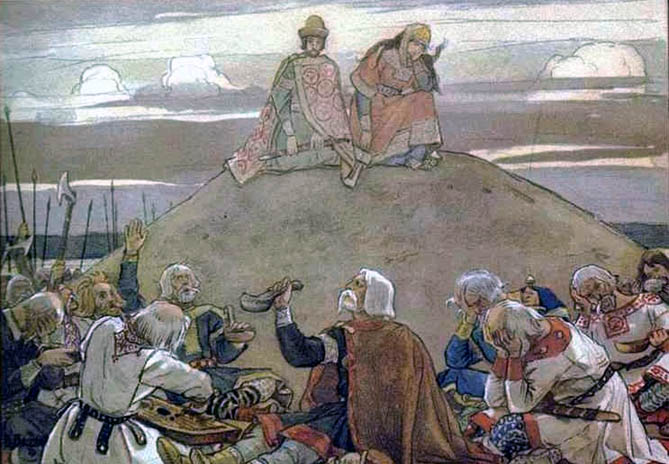
Васнецов Віктор Михайлович. «Тризна по Олегу», 1899 рік

Тризна — у давніх слов'ян (до 10 століття) завершальна частина поховального обряду, яка складалася із жертвоприношення, військових ігор, бенкету на честь померлого; пізніше, після прийняття християнства набула значення поховальних поминок.
Тризна відбувалася деякий час і після похорону. Так, княгиня Ольга, погодившись на весілля з князем Малом, влаштувала перед весіллям тризну з древлянськими старшинами на могилі вбитого ними князя Ігоря, а коли ті повпивалися, наказала їх усіх перебити.
Тризна існувала не тільки у слов'ян, але й в інших народів. 

## Значення
У початковому значенні тризна — це складова частина слов'янської язичницької поховально-поминальної обрядності (військові ігри, кінні змагання, поминальний бенкет). Про багатозначність терміна свідчать переклади грецькомовних творів на старослов'янську, де словом «тризна» передають поняття, що означають спортивні змагання в палестрі та на стадіоні. Однак щодо слов'янських (насамперед — руських) реалій, то з 12 ст. термін «тризна» означає саме поминальний бенкет, який залишився своєрідним язичницьким реліктом у християнському поховальному обряді. Поминальний бенкет відомий як складова поховально-поминальних відправ не лише у слов'ян, а й в інших народів. Відповідно у сучасній науковій літературі терміном «тризна» позначають поминальний бенкет у язичницькому поховальному ритуалі незалежно від культурно-хронологічного контексту. Археологічні рештки тризнових дій свідчать, що чи не обов'язковим їхнім компонентом були жертвопринесення, які символізували запрошення до участі в бенкеті «мешканців» потойбіччя (божеств та/або померлих предків). Доволі часто під тризною розуміють не лише бенкет, а й увесь комплекс заходів, які спрямовані на вшанування пам'яті померлого та виходять за межі утилітарно необхідних (хоч і ритуалізованих) поховальних операцій — таких, як транспортування тіла та підготовка поховальної споруди.. А одна з обрядодій тризни передбачала ще й підйом верхньої балки даху хати померлої людини, для допомоги її душі піднятися на небо.